# Луаньчэн
Луаньчэ́н (кит. упр. 栾城, пиньинь Luánchéng) — район городского подчинения городского округа Шицзячжуан провинции Хэбэй (КНР).

## История
Луаньчэн ведёт свою историю с эпохи Воюющих царств, когда в эти места был сослан Луань Шу — полководец царства Цзинь. С той поры в этих местах существовали различные административные единицы, обычно имевшие в названии иероглиф «Луань»: область Луань (栾州), уезд Луаньчэн (栾城县), уезд Луаньши (栾氏县) и т. п.
В 1949 году был образован Специальный район Шицзячжуан (石家庄专区), и уезд Луаньчэн вошёл в его состав. В 1958 году уезд Луаньчэн был объединён с соседним уездом Гаочэн, но в 1960 году восстановлен. В ноябре 1967 года Специальный район Шицзячжуан был переименован в Округ Шицзячжуан (石家庄地区). В 1986 году уезд Луаньчэн был передан из состава округа под юрисдикцию властей города Шицзячжуан. В 1993 году постановлением Госсовета КНР округ Шицзячжуан и город Шицзячжуан были объединены в городской округ Шицзячжуан.
Постановлением Госсовета КНР от 9 сентября 2014 года уезд Луаньчэн был преобразован в район городского подчинения.

## Административное деление
Район Луаньчэн делится на 5 посёлков и 3 волости.